# Leucobryum javense
Leucobryum javense là một loài Rêu trong họ Dicranaceae. Loài này được (Brid.) Mitt. mô tả khoa học đầu tiên năm 1859.